# Edith Hannam
Edith Margaret Hannam, de soltera Edith Boucher (Bristol, Gloucestershire, Regne Unit, 28 de novembre de 1878 − Kensington, Anglaterra, 16 de gener de 1951) fou una tennista britànica, guanyadora de dues medalles olímpiques d'or en els Jocs Olímpics d'Estocolm 1912.

## Biografia
Edith Margaret Boucher va néixer a Bristol (1978), filla de Julia i John Boucher, que era químic farmacèutic, l'única nena de cinc germans.
Es casà el 1909 amb el capità Francis John Hannam a Long Ashton, del qual prengué el seu cognom. El seu marit va morir el 5 de juliol de 1916 a França mentre servia a l'exèrcit durant la Primera Guerra Mundial.

## Carrera esportiva
El 1909 aconseguí guanyar la final individual femenina del Torneig de Cincinnati en guanyar a la final l'estatunidenca Martha Kinsey, així com la final de dobles mixtos fent parella amb Lincoln Mitchell. En aquesta mateix torneig també aconseguí arribar a la final dels dobles femenins.
Als 33 anys va participar en els Jocs Olímpics d'Estiu de 1912 celebrats a Estocolm (Suècia), on va aconseguir guanyar la medalla d'or en la prova individual femenina a l'interior, i en la prova de dobles mixts fent parella amb el seu compatriota Charles Dixon.
Al llarg de la seva carrera fou finalista del Torneig de Wimbledon en la modalitat de dobles l'any 1914 amb Ethel Larcombe.

## Jocs Olímpics

### Individual
| Any  | Campionat                                  | Oponent             | Resultat |
| ---- | ------------------------------------------ | ------------------- | -------- |
| 1912 | Jocs Olímpics, Estocolm, Suècia (interior) | Thora Castenschiold | 6−4, 6−3 |

### Dobles mixts
| Any  | Campionat                                  | Parella       | Oponents                        | Resultat      |
| ---- | ------------------------------------------ | ------------- | ------------------------------- | ------------- |
| 1912 | Jocs Olímpics, Estocolm, Suècia (interior) | Charles Dixon | Helen Aitchison Herbert Barrett | 4−6, 6−3, 6−2 |